# Demosterion
 (janvier 2018).

Le Démostérion est une œuvre écrite par Roch Le Baillif au XVIe siècle, publiée chez Pierre Le Bret à Rennes en 1578.
C'est à Rennes que Le Baillif rédige cet opuscule, et c'est de là aussi qu'il entreprend la publication d'une série d'ouvrages, qui lui vaudront les censures de la Faculté de médecine.

## Description
Le titre complet est Le Démostérion de Roch Le Baillif Edelphe médecin spagiric auquel sont contenuz trois cens aphorismes latins et françois. Sommaire véritable de la médecine paracelsique, extraicte de luy en la plupart par ledict Baillif.
L'auteur y condense, en latin et en français, sa doctrine dérivée de celle de Paracelse.

### Préfaces
L'ouvrage comporte  deux préfaces. La première, en vers, signée d'un certain Yves, seigneur de Langourla débute ainsi :
- Qui voudra voir au vif un Esculape,
- Un Machaon et son Ephésiape ;
- Qui voudra voir en ce lieu la semence
- D'un Hypocrate, et son expérience,
- Leur vray surgeon, leur légitime enfant,
- Leur héritier aux secrets triomphant.

Le poète rend ensuite hommage à l'humanité dont fait preuve le sieur de la Rivière :
- Lequel d'un haut courage
- Au fort des flots de sa fortune amère ;
- Seul, pour nous tous, se void déclarer Père,
- En enseignant garder nostre santé,
- Et esgarée recouvrer a planté.
- Embrassez donc, vrais enfants d'Armorique
- Ce Roch sçavant d'un pouvoir autentique,
- Et son honneur par une injuste oppresse
- Foullé aux pieds, que hault on le redresse.
- Veu que luy seul en Palme bourgeonnant
- Se voit enfler, et son fruit nous donnant.

En début, on peut lire une assez longue préface où un chevalier anonyme, désigné seulement par quatre initiales, venait rompre, visière baissée, un certain nombre de lances pour la défense de son ami Le Baillif, en butte aux abbays de l'ignorance. :
- Les quatre initiales I. D. C. I. renferment, comme tant de symboles de l'école chimique, signifie I[ulien] D[u] C]los[ I[mprimeur]. On voit sur le titre du Demosterion le nom et la marque de l'imprimeur Pierre Le Bret[2]. Le Bret et du Julien du Clos étatent deux imprimeurs-libraires protestant
- le chevalier inconnu est Noël du Fail.

Dans la seconde préface, un prosateur anonyme félicite Le Baillif des différentes découvertes minéralogiques qu'il a faites en Bretagne ; mais si le préfacier reconnaît qu'il eust peu ad jouster beaucoup de choses, mais (comme il dit) qu'il en a assez laict pour un voisin, et non comme originaire, il admire sans réserve cette admirable science paracelsique que Le Baillif « a bien et doctement sceu apprendre, et mieux réduire en exécution et praclique ; ce qu'il fera davantage lors qu'il plaira à Dieu le délivrer quelques alleinctes dont depuis peu de temps il l'a rudement visité. Amy lecteur, j'ay bien voulu dire ce petit mot pour te prier le défendre des aboys de l'ignorant, et du calomniateur, car tel esl le propre de la vérité : que combien elle soit cachée au fond du puicts (comme disoit un ancien), elle se monstre toutes fois à la fin ; et par sa beauté el splendeur fait évanouir le mensonge ».
On trouve  encore une allusion à des persécutions injustes dans la pièce liminaire qui précède la préface et qui a été mis en rimes par Yves de Langourla, gentilhomme breton ; sans doute, dit en substance celui-ci, « il est déplorable qu'un homme aussi savant languisse dans tes cachots, mais d'un autre côté c'est en partie aux loisirs de cette captivité que l'humanité et la Bretagne doivent la publication des grands secrets du Demostrion ».

### Contenu
Les sujets traités dans ce volume :
- « Une épistre dédicatoire en laquelle sont contenues au certain la déclaration des Principes des choses, et de la Medicine, avec interprétation de ses colomnes et abus ». Cette partie est un exposé succinct des doctrines de Paracelse[3].
- « Aphorismes de Roch le baillif, Edelphe Medicin Spagiric, exlraictes en partie des sentences de Philippe Aureolle Théophraste Paracelse, Archiatre de la Medicine, et en partie d'expérience et raison ».
- « Brief recueil de ce qui est par conjuration (qu'ils appellent) en la Medicine, hors la création d'icelle et du profitqu'on en peut tirer. Ensemble une briesve division de Magie, par Roch Le Baillyf Edelphe Medicin ».
- « Dictionariolum declarans verborum significationes, quorum in re spagyrica usi sunt Philosophi, per generosum Rochum Le Baillif Edelphum, medicum »[4].
- « Chiromantioequantum opusest medicis absolutadescriptio. Per generosum Rochum le Baillif Edelphum Medecum, ac Spagiricum Northmanum »[5].
- « Petit traité de l'antiquité et singularités de Bretagne Armorique, en laquelle se trouve bains curans la Lèpre, Podagre, Hydropysie, Paralisie, Ulcères et autres maladies, par Roch Le Baillif, Edelphe Medicin, natif de Fallaize ».